# Sava Dolinka
Sava Dolinka – rzeka w północno-zachodniej części Słowenii. Ma długość 47 km, powierzchnię zlewni 521 km² i średni przepływ 10 m³/s (w Jesenicach).

## Przebieg i opis
Za początek Savy Dolinki powszechnie uważa się mokradła Zelenci w Podkornie, które zaopatruje się w wodę z osadów żwirowych na dnie doliny. Do mokradeł wpływa kilka krótszych i przeważnie sporadycznych strumieni. W pobliżu Rateče znajduje się niski, ledwo zauważalny dział wodny (Rateško razvodje) między Savą  a Drawą lub jej dopływem Žiljica na wysokości 854 m n.p.m.
Sava Dolinka to początkowo niewielki strumień płynący na wschód. Pierwszym głównym dopływem jest Pišnica, nieco poniżej Kranjskiej Gora, a następnie płynie wzdłuż żwirowego aluwium między białymi żwirami w całkowicie naturalnym korycie rzeki przez Gozd Martuljek i obok Mojstrany w kierunku południowo-wschodnim. Jej przepływ powoli wzrasta dzięki licznym krótkim dopływom, a przy wyższych przepływach napływają do niej również duże ilości żwiru, który jest częściowo przechwytywany i wykorzystywany jako niska zapora w Hrušicy.
Rzeka przepływa przez Jesenice uregulowanym korytem, a poniżej miasta wpływa do zbiornika elektrowni wodnej Moste, który powstał za 60-metrową betonową zaporą w krótkim wąwozie Kavčka. Zanim jezioro powstało, rzeka zaczęła już głębiej wcinać się w dno doliny poniżej Jesenic, przez co ta część doliny znacznie różni się od Doliny Górnej Sawy powyżej Jesenic. Poniżej zapory Sava Dolinka skręca na południe i wyżłobiła w żwirowym aluwiu, który miejscami przekształcił się już w zlepieniec. Dolina rozszerza się nieznacznie tylko tuż powyżej mostu na drodze Lesce–Bled, a stąd rzeka wije się tam i z powrotem wzdłuż stosunkowo wąskiej równiny zalewowej, w większości porośniętej roślinnością łęgową i miejscami łąkami. Nad równiną, wzdłuż rzeki, po obu stronach wznoszą się strome zbocza o wysokości dochodzącej do 50 m. Na ich skraju, w malowniczym miejscu, niemal bezpośrednio nad ujściami do rzeki Sava Bohinjka, leży miasteczko Radovljica. Następnie w górnej części Lancova rzeka ostatecznie łączy się z Savą Bohinjką, tworząc Sawę.